# Dieu s'est lassé de nous
 (juin 2024).
La mise en forme du texte ne suit pas les recommandations de Wikipédia : il faut le « wikifier ».
Les points d'amélioration suivants sont les cas les plus fréquents. Le détail des points à revoir est peut-être précisé sur la page de discussion.
- Les titres sont pré-formatés par le logiciel. Ils ne sont ni en capitales, ni en gras.
- Le texte ne doit pas être écrit en capitales (les noms de famille non plus), ni en gras, ni en italique, ni en « petit »…
- Le gras n'est utilisé que pour surligner le titre de l'article dans l'introduction, une seule fois.
- L'italique est rarement utilisé : mots en langue étrangère, titres d'œuvres, noms de bateaux, etc.
- Les citations ne sont pas en italique mais en corps de texte normal. Elles sont entourées par des guillemets français : « et ».
- Les listes à puces sont à éviter, des paragraphes rédigés étant largement préférés. Les tableaux sont à réserver à la présentation de données structurées (résultats, etc.).
- Les appels de note de bas de page (petits chiffres en exposant, introduits par l'outil «  Source ») sont à placer entre la fin de phrase et le point final[comme ça].
- Les liens internes (vers d'autres articles de Wikipédia) sont à choisir avec parcimonie. Créez des liens vers des articles approfondissant le sujet. Les termes génériques sans rapport avec le sujet sont à éviter, ainsi que les répétitions de liens vers un même terme.
- Les liens externes sont à placer uniquement dans une section « Liens externes », à la fin de l'article. Ces liens sont à choisir avec parcimonie suivant les règles définies. Si un lien sert de source à l'article, son insertion dans le texte est à faire par les notes de bas de page.
- La présentation des références doit suivre les conventions bibliographiques. Il est recommandé d'utiliser les modèles {{Ouvrage}}, {{Chapitre}}, {{Article}}, {{Lien web}} et/ou {{Bibliographie}}. Le mode d'édition visuel peut mettre en forme automatiquement les références.
- Insérer une infobox (cadre d'informations à droite) n'est pas obligatoire pour parachever la mise en page.

Pour une aide détaillée, merci de consulter Aide:Wikification.
Si vous pensez que ces points ont été résolus, vous pouvez retirer ce bandeau et améliorer la mise en forme d'un autre article.
Pour plus de détails, voir Fiche technique et Distribution.
Dieu s'est lassé de nous (God Grew Tired of Us) est un documentaire américain de 2006 qui relate l’histoire de trois des Lost Boys du Soudan, un groupe d’environ 25 000 jeunes hommes ayant fui les guerres au Soudan depuis les années 1980, et leurs expériences lors de leur installation aux États-Unis. Le film a été écrit et réalisé par Christopher Dillon Quinn.

## Synopsis
Dieu s'est lassé de nous raconte le voyage ardu de trois hommes sud-soudanais, John Bul Dau, Daniel Pach et Panther Bior, vers les États-Unis où ils luttent pour un avenir meilleur. Lorsqu'ils étaient jeunes garçons dans les années 1980, ils avaient parcouru des milliers de kilomètres pour échapper à leur pays ravagé par la guerre, puis avaient dû entreprendre un autre voyage ardu pour fuir l'Éthiopie.
Pendant cinq années, ils ont marché à la recherche de sécurité, mais des milliers sont morts de faim, de déshydratation, de bombardements et de meurtres génocidaires. Finalement, ils ont trouvé une relative sécurité dans le camp de réfugiés de Kakuma, au Kenya. En 2001, 3 600 garçons perdus, dont John, Daniel et Panther, ont été invités par les États-Unis à vivre en Amérique. Assistés par Catholic Charities International, ces trois garçons ont déraciné leur vie et ont entrepris un nouveau voyage, laissant derrière eux des milliers d’autres réfugiés qui, au cours de leur odyssée traumatique, sont devenus leur famille adoptive. Ils doivent maintenant s’adapter au choc de leur immersion dans la culture économiquement intense des États-Unis. Ils se consacrent à aider autant que possible ceux qu’ils ont laissés derrière eux à Kakuma et à découvrir le destin de leurs parents et de leur famille
Le titre vient d'une déclaration de Jean, dans laquelle il exprime qu'il pensait que les souffrances et les meurtres qu'il a vus pendant la guerre civile dans son pays pourraient avoir été le jugement final sur la terre dont parle la Bible, parce que "Dieu était fatigué de nous", fatigué des mauvaises choses que les gens faisaient. »
Dieu s'est lassé de nous a été produit, écrit et réalisé par Christopher Dillon Quinn et raconté par Nicole Kidman ; le producteur exécutif était Brad Pitt. Le titre du documentaire est une citation de John Dau parlant du désespoir que lui et d'autres Soudanais ont ressenti pendant la guerre civile .

## Prix
Au Festival du film de Sundance 2006, le film a remporté à la fois le « Grand Prix du Jury : Documentaire » et le « Prix du Public » dans la catégorie « Compétition de films indépendants : Documentaire ».
Le film a également remporté le prix du meilleur documentaire au Festival du cinéma de Deauville en France et au Festival du film de Galway en Irlande.
Christopher Dillon Quinn a reçu le Emerging Documentary Filmmaker Award de l'International Documentary Association en 2007 pour la réalisation de Dieu s'est lassé de nous.

## Musique
- Guramayle – Gigi
- Gua – Emmanuel Jal
- Mai Wah Ihtagab – Abd El Gadir Salim

## Voir également
- International Rescue Committee